# Список эпизодов телесериала «Новенькая»
Список серий американского комедийного телесериала «Новенькая», премьера которого состоялась 20 сентября 2011 года на телеканале Fox.
Сериал рассказывает о Джесс (Зоуи Дешанель), очаровательной девушке, которая после тяжёлого разрыва с молодым человеком переезжает в квартиру к трём одиноким парням.

## Обзор сезонов
| Сезон | Серии | Серии | Даты показа      | Даты показа     | Ранг | Зрители США (миллионы) |
| Сезон | Серии | Серии | Первая серия     | Последняя серия | Ранг | Зрители США (миллионы) |
| ----- | ----- | ----- | ---------------- | --------------- | ---- | ---------------------- |
| 1     | 24    | 24    | 20 сентября 2011 | 8 мая 2012      | 61   | 8,22                   |
| 2     | 25    | 25    | 25 сентября 2012 | 14 мая 2013     | 77   | 5,85                   |
| 3     | 23    | 23    | 17 сентября 2013 | 6 мая 2014      | 103  | 4,61                   |
| 4     | 22    | 22    | 16 сентября 2014 | 5 мая 2015      | 138  | 3,42                   |
| 5     | 22    | 22    | 5 января 2016    | 10 мая 2016     | 125  | 3,69                   |
| 6     | 22    | 22    | 20 сентября 2016 | 4 апреля 2017   | 133  | 2,93                   |
| 7     | 8     | 8     | 10 апреля 2018   | 15 мая 2018     | 171  | 2,18                   |

## Список эпизодов

### Сезон 1 (2011—2012)
| № общий | № в сезоне | Название                                     | Режиссёр        | Автор сценария                                                               | Дата премьеры    | Произв. код | Зрители в США (млн) |
| --- | ---------- | -------------------------------------------- | --------------- | ---------------------------------------------------------------------------- | ---------------- | ----------- | ------------------- |
| 1 | 1          | «Pilot» «Пилот»                              | Джейк Кэздан    | Элизабет Меривезер                                                           | 20 сентября 2011 | 1ATM79      | 10,28               |
| Ещё не успев оправиться от расставания со своим бывшим, Джесс проводит переговоры о заселении в новую квартиру и рассматривает в качестве будущих сожителей трёх одиноких молодых людей, живущих месте. Молодые люди взвешивают все «за» и «против». На чашу весов в пользу «заселения новой девушки в квартиру» они кладут следующий аргумент: «У Джесс много подруг модельной внешности». И чаша весов в пользу «заселения новой девушки» перевешивает другие аргументы в пользу «проживания в чисто мужском коллективе». |            |                                              |                 |                                                                              |                  |             |                     |
| 2 | 2          | «Kryptonite» «Криптонит»                     | Джейк Кэздан    | Элизабет Меривезер                                                           | 27 сентября 2011 | 1ATM01      | 9,28                |
| В квартиру возвращается бывший сосед, Уинстон Бишоп, который надолго уезжал в Латвию играть в баскетбол. Он хочет вернуть себе «большую комнату», где уже поселился Шмидт. Естественно последний не собирается её возвращать. Джесс, наконец, собирается вернуть все свои вещи, которые она оставила в квартире бывшего парня. На помощь приходят её соседи. |            |                                              |                 |                                                                              |                  |             |                     |
| 3 | 3          | «Wedding» «Свадьба»                          | Джейсон Уайнер  | Доник Кэри                                                                   | 4 октября 2011   | 1ATM04      | 8,65                |
| Новенькая и её соседи идут на свадьбу друзей. Джесс было поручено играть девушку Ника и уберечь его от Кэролайн, бывшей возлюбленной, которая с ним порвала полгода назад. Однако Ник всё ещё влюблён, и обычный дружеский разговор он принимает за что-то большее. Друзья берут дело в свои руки. |            |                                              |                 |                                                                              |                  |             |                     |
| 4 | 4          | «Naked» «Обнаженные»                         | Джейк Кэздан    | Дж. Дж. Филбин                                                               | 1 ноября 2011    | 1ATM02      | 7,42                |
| Вломившись в комнату Ника, Джесс видит его голым и затем хохочет. На следующий день она пытается безуспешно обсудить произошедшее. Сиси предлагает ей забавное решение этой проблемы. А Шмидт обеспокоен тем, что он единственный не видел гениталий своего лучшего друга. |            |                                              |                 |                                                                              |                  |             |                     |
| 5 | 5          | «Cece Crashes» «Катастрофы Сиси»             | Джон Гамбург    | Рэйчел Акслер                                                                | 8 ноября 2011    | 1ATM03      | 6,84                |
| Джесс начинает думать, что между ней и Ником может быть нечто большое, нежели просто дружба, и эту мысль активно навязывает ей Сиси. В это время Шмидт проявляет чрезмерный интерес к Сиси, которая осталась у них с ночёвкой на несколько дней. |            |                                              |                 |                                                                              |                  |             |                     |
| 6 | 6          | «Thanksgiving» «День Благодарения»           | Мигель Артета   | Беркли Джонсон                                                               | 15 ноября 2011   | 1ATM06      | 6,91                |
| На День Благодарения Джесс пригласила Пола, учителя из её школы, предполагая, что это будет их первым свиданием. Соседи были этим недовольны, но Джесс уговорила Шмидта помочь, так как пригласит Сиси на праздник. Оказалось, что Пол и Джесс очень похожи, поэтому, как пара, друг другу подходят. Ник расстроен, вероятно, что он ревнует. |            |                                              |                 |                                                                              |                  |             |                     |
| 7 | 7          | «Bells» «Колокола»                           | Пейтон Рид      | Лув Рахе                                                                     | 29 ноября 2011   | 1ATM05      | 7,59                |
| «Американская молодежь», которую привела в квартиру Джесс, готовится к концерту с колоколами. Уинстон вызывается помочь, однако сталкивается с некоторыми трудностями. Также его увольняют с работы. Он понимает, что иногда нужно «передать мяч». Ник и Шмидт ссорятся из-за денежных проблем. По началу это приводит к забавному беспорядку, но со временем это вырастает в войну. |            |                                              |                 |                                                                              |                  |             |                     |
| 8 | 8          | «Bad In Bed» «Плохо в постели»               | Джесси Перетц   | Джош Малмут                                                                  | 6 декабря 2011   | 1ATM07      | 6,79                |
| Отношения Джесс и Пола зашли далеко, поэтому новенькая уже думает о предстоящем сексе, точнее о сексуальных играх. Однако она очень волнуется, считая, что недостаточно опытна. Совета Джесс просит у своих соседей. Ник испытывает трудности с походом в парикмахерскую, а Шмидт проявляет себя на вечеринке у беременной начальницы. |            |                                              |                 |                                                                              |                  |             |                     |
| 9 | 9          | «The 23rd» «23 декабря»                      | Джейсон Уайнер  | Доник Кэри                                                                   | 13 декабря 2011  | 1ATM10      | 6,82                |
| Шмидт приводит друзей в офис на рождественскую вечеринку. Пол говорит Джесс, что любит её, но её чувства не взаимны. Шмидт делает для Сиси специальный аромат, в то время как Уинстон становится друзьями с сыном босса Шмидта. |            |                                              |                 |                                                                              |                  |             |                     |
| 10 | 10         | «The Story of the 50» «История о пятидесяти» | Трой Миллер     | Лув Рахе                                                                     | 17 января 2012   | 1ATM08      | 6,97                |
| Джесс соглашается организовать двадцать девятый день рождения Шмидта, используя школьный автобус в качестве автобуса для вечеринки. Она также приглашает своего босса Таню на вечеринку. Ник представляет свою новую девушку Джулию друзьям. |            |                                              |                 |                                                                              |                  |             |                     |
| 11 | 11         | «Jess and Julia» «Джесс и Джулия»            | Джейк Кэздан    | История: Лув Рахе Телесценарий: Элизабет Меривезер и Лув Рахе                | 31 января 2012   | 1ATM12      | 7,29                |
| Джулия, новая девушка Ника и адвокат по совместительству, помогает Джесс бороться за свой проездной билет, но в результате это приводит к ссоре между девушками. Тем временем Уинстон воссоединяется со своей бывшей девушкой Шелби. |            |                                              |                 |                                                                              |                  |             |                     |
| 12 | 12         | «The Landlord» «Домовладелец»                | Пейтон Рид      | История: Джо Порт и Джо Вайсман Телесценарий: Беркли Джонсон и Джош Малмут   | 7 февраля 2012   | 1ATM11      | 6,83                |
| Джесс ставит условия жизни друзей под угрозу, когда она знакомится причудливым арендодателем против желания Ника. Шмидт борется с тем, как реагировать на повышение своего босса. |            |                                              |                 |                                                                              |                  |             |                     |
| 13 | 13         | «Valentine’s Day» «День Святого Валентина»   | Такер Гейтс     | Лесли Уэйк                                                                   | 14 февраля 2012  | 1ATM13      | 6,47                |
| В День Святого Валентина Джесс заставляет Шмидта помочь ей найти парня на одну ночь. Тем временем Уинстон приходит к своей девушке, Шелби, у которой в разгаре девичник. |            |                                              |                 |                                                                              |                  |             |                     |
| 14 | 14         | «Bully» «Хулиган»                            | Дэниэл Эттиэс   | Дэвид Уолперт                                                                | 21 февраля 2012  | 1ATM15      | 6,27                |
| Джесс вмешивается, когда над одним из её студентов издеваются. Позже она становится мишенью хулиганки, Брианны. Шмидт и Сиси продолжают их встречи ради секса, но Сиси не хочет, чтобы их друзья знали об этом. Ник взволнован, когда Джулия дарит ему кактус, и он пытается выяснить, что это означает в их отношениях. |            |                                              |                 |                                                                              |                  |             |                     |
| 15 | 15         | «Injured» «Пострадавший»                     | Линн Шелтон     | История: Джо Порт, Джо Вайсман и Дж. Дж. Филбин Телесценарий: Дж. Дж. Филбин | 6 марта 2012     | 1ATM09      | 6,00                |
| Ник ранит себя после игры в футбол в парке и отказывается обратиться к врачу, потому что у него нет страховки. Тем временем, Уинстон должен принять решение о своём автомобиле, а отношения Шмидта и Сиси открываются с эмоциональной стороны. |            |                                              |                 |                                                                              |                  |             |                     |
| 16 | 16         | «Control» «Контроль»                         | Джесси Перетц   | Бретт Баэр и Дэйв Финкель                                                    | 13 марта 2012    | 1ATM14      | 5,74                |
| Джесс узнаёт из первых рук о фобии Шмидта относительно чистой окружающей среды. Уинстон пристаёт к Нику насчёт выигранных у него в покер денег. Шмидт и Сиси продолжают свои сексуальные отношения, с Сиси в роли доминирующего партнёра, которая появляется в середине ночи. |            |                                              |                 |                                                                              |                  |             |                     |
| 17 | 17         | «Fancyman (Part 1)» «Любимый, часть I»       | Пейтон Рид      | Дж. Дж. Филбин и Ник Адамс                                                   | 20 марта 2012    | 1ATM16      | 5,18                |
| Джесс не согласна с отцом студента, Расселом, о приоритетах ребёнка. Ник решает, что ему не нужен сотовый телефон. Уинстон пытается впечатлить Шелби, доказав, что он знает больше, чем Шмидт. |            |                                              |                 |                                                                              |                  |             |                     |
| 18 | 18         | «Fancyman (Part 2)» «Любимый, часть II»      | Мэтт Шекман     | Беркли Джонсон и Ким Розенсток                                               | 27 марта 2012    | 1ATM17      | 4,96                |
| Джесс и Рассел идут на первое свидание, но Джесс чувствует себя неуютно, когда после встречи Рассел посылает ей смешанные сигналы об их отношениях. С помощью необычного стечения обстоятельств, Уинстон узнаёт об отношениях Шмидта и Сиси. |            |                                              |                 |                                                                              |                  |             |                     |
| 19 | 19         | «Secrets» «Тайны»                            | Дэвид Уэйн      | Джош Малмут                                                                  | 3 апреля 2012    | 1ATM18      | 4,59                |
| Через Уинстона до Джесс доходит новость о том, что Шмидт и Сиси встречаются, и она не воспринимает это хорошо. Джесс решает, что соседи должны быть откровенны, но узнаёт больше, чем ожидала. Между тем Ник обращается к Шмидту за советом насчёт отношений. |            |                                              |                 |                                                                              |                  |             |                     |
| 20 | 20         | «Normal» «Нормальность»                      | Джесси Перетц   | Лув Рахе                                                                     | 10 апреля 2012   | 1ATM19      | 5,23                |
| Проведя целую неделю в доме Рассела, Джесс предлагает Расселу остаться в квартире с ребятами на выходные. Однако выходные проходят не так, как планировалось. |            |                                              |                 |                                                                              |                  |             |                     |
| 21 | 21         | «Kids» «Дети»                                | Тристрам Шапиро | Доник Кэри и Лесли Уэйк                                                      | 17 апреля 2012   | 1ATM20      | 5,22                |
| Джесс встречает бывшую жену Рассела Оли и соглашается присматривать за их дочерью, которая западает на Ника. Сиси боится, что беременна от Шмидта. |            |                                              |                 |                                                                              |                  |             |                     |
| 22 | 22         | «Tomatoes» «Помидоры»                        | Майкл Спиллер   | Дэвид Уолперт и Ким Розенсток                                                | 24 апреля 2012   | 1ATM21      | 5,20                |
| Джесс предполагает, что между Расселом и его бывшей женой Оли до сих пор присутствует сексуальное напряжение, поэтому она пытается вызвать у него такие же чувства. Ник пытается выращивать помидоры. Сиси признаётся в любви Шмидту после того, как его госпитализируют после сексуального инцидента с её соседкой по комнате Надей. |            |                                              |                 |                                                                              |                  |             |                     |
| 23 | 23         | «Backslide» «Отступник»                      | Нанетт Бурстейн | Дэвид Квант                                                                  | 1 мая 2012       | 1ATM22      | 4,40                |
| Джесс, всё ещё переживающая расставание с Расселом, проводит ночь с Полом, который потом признаётся, что у него есть девушка. Ник решает наконец съехаться со своей девушкой Кэролайн, а Сиси представляет Шмидта своей бабушке. |            |                                              |                 |                                                                              |                  |             |                     |
| 24 | 24         | «See Ya» «Увидимся»                          | Майкл Спиллер   | История: Элизабет Меривезер Телесценарий: Бретт Баэр и Дэйв Финкель          | 8 мая 2012       | 1ATM23      | 5,61                |
| Ник беспокоится о предстоящей совместной жизни с Кэролайн. Все кончается тем, что он, его соседи и Сиси застревают в пустыне без ключей от машины, чтобы поехать домой, так как Ник бросил их в песок. |            |                                              |                 |                                                                              |                  |             |                     |

### Сезон 2 (2012—2013)
| № общий | № в сезоне | Название                                      | Режиссёр        | Автор сценария                                             | Дата премьеры    | Произв. код | Зрители в США (млн) |
| --- | ---------- | --------------------------------------------- | --------------- | ---------------------------------------------------------- | ---------------- | ----------- | ------------------- |
| 25 | 1          | «Re-Launch» «Перезапуск»                      | Стив Пинк       | Кэй Кэннон                                                 | 25 сентября 2012 | 2ATM01      | 5,35                |
| Джесс увольняют с работы. Шмидт снимает гипс и решает закатить по этому поводу вечеринку. Там он встречает Сиси с её новым парнем Робби. |            |                                               |                 |                                                            |                  |             |                     |
| 26 | 2          | «Katie» «Кэти»                                | Ларри Чарльз    | Элизабет Меривезер                                         | 25 сентября 2012 | 2ATM02      | 5,18                |
| Джесс паникует из-за отсутствия работы. В баре она встречает Сэма, который путает её с девушкой, с которой познакомился на сайте знакомств - Кэти. К Уинстону приезжает семья. Ник встречает старика, который убеждает его, что он Ник из будущего. |            |                                               |                 |                                                            |                  |             |                     |
| 27 | 3          | «Fluffer» «Пушистик»                          | Фред Госс       | Дж. Дж. Филбин                                             | 2 октября 2012   | 2ATM04      | 4,99                |
| У Джесс проблемы с Сэмом. Чтоб ей помочь Ник отправляется с ней на свидание. Шмидт претворяется Тагом Ромни, сыном известного политика, чтоб попасть в ночной клуб. |            |                                               |                 |                                                            |                  |             |                     |
| 28 | 4          | «Neighbors» «Соседи»                          | Стив Пинк       | Беркли Джонсон                                             | 9 октября 2012   | 2ATM03      | 4,94                |
| Джесс оформилась работать в забегаловке. Джесс и Шмидт знакомятся с соседями. Ник постоянно подкалывает Шмидта. Уинстон получает повышение. |            |                                               |                 |                                                            |                  |             |                     |
| 29 | 5          | «Models» «Модели»                             | Эрик Аппель     | Джош Малмут                                                | 23 октября 2012  | 2ATM05      | 5,16                |
| У Сиси день рождения. Джесс, Сиси и её соседки идут в клуб. Там Джесс и Сиси ссорятся. Джесс выступает в качестве модели вместо Сиси. Шмидта и Уинстона обижает, что Нику на них наплевать. |            |                                               |                 |                                                            |                  |             |                     |
| 30 | 6          | «Halloween» «Хэллоуин»                        | Джесси Перетц   | Дэвид Исерсон                                              | 30 октября 2012  | 2ATM06      | 4,75                |
| Джесс узнаёт, что Сэм - педиатр. На вечеринке в честь Хэллоуина она решает признаться Сэму в своих чувствах. Ник встречает девушку из прошлого по имени Амелия. Шмидт всячески старается вернуть Сиси. |            |                                               |                 |                                                            |                  |             |                     |
| 31 | 7          | «Menzies» «Мензиз»                            | Джейсон Уолинер | Ким Розенсток                                              | 13 ноября 2012   | 2ATM07      | 4,35                |
| У Джесс нет денег, чтоб заплатить за коммунальные услуги. Ребята отправляют её на собеседования. Уинстон думает, что у него ПМС. Ник в парке знакомиться с чудаковатым китайцем, который борется с его злостью. Шмидт завязывает роман со своей начальницей. |            |                                               |                 |                                                            |                  |             |                     |
| 32 | 8          | «Thanksgiving 2» «День Благодарения 2»        | Джесси Перетц   | Райан Кох                                                  | 20 ноября 2012   | 2ATM08      | 4,11                |
| В гости к Джесс на День Благодарения приезжают её родители. Они развелись много лет назад, но Джесс до сих пор всячески пытается примирить их, устраивая «ловушки для родителей». К Шмидту приезжает старший брат, с которым они устраивают соревнование на звание «единственного Шмидта».                                                                               |            |                                               |                 |                                                            |                  |             |                     |
| 33 | 9          | «Eggs» «Яйца»                                 | Нил Бреннан     | Кей Кэннон                                                 | 27 ноября 2012   | 2ATM09      | 4,12                |
| Подруга Джесс Сэйди, гинеколог и лесбиянка, и её жена решили завести ребёнка. Джесс и Сиси решают прийти тест, какова их вероятность забеременеть. Шмидт приходит на консультацию к Сэйди, чтоб узнать, почему он не может удовлетворить свою женщину. |            |                                               |                 |                                                            |                  |             |                     |
| 34 | 10         | «Bathtub» «Ванна»                             | Тристрам Шапиро | Доник Кэри                                                 | 4 декабря 2012   | 2ATM10      | 4,10                |
| Джесс хочет установить ванну. Она и Уинстон установили ванну на крыше, но случайно залили все костюмы Шмитда водой. Чтоб не говорить правду они решили инсценировать ограбление. Шмидту дали повышение, потому что он переспал с начальницей. Ник нарушает «правило бармена» и выходит из-за стойки чтобы познакомиться с девушкой Энджи. Шмидт признаётся Сиси в любви. |            |                                               |                 |                                                            |                  |             |                     |
| 35 | 11         | «Santa» «Санта»                               | Крейг Зиск      | Лув Рахе                                                   | 11 декабря 2012  | 2ATM11      | 4,18                |
| Ребята решили посетить как можно больше вечеринок на Рождество. На одной из них Джесс встречает Сэма, который хочет вернуть её. |            |                                               |                 |                                                            |                  |             |                     |
| 36 | 12         | «Cabin» «Хижина»                              | Алек Берг       | Дж. Дж. Филбин                                             | 8 января 2012    | 2ATM12      | 3,78                |
| Джесс предлагает Нику и его подружке Энджи присоединиться к ней с Сэмом на отдыхе в загородном доме. Они напиваются абсента и Энджи пристаёт к Сэму. В итоге она бросает Ника. Шмидт думает, что Уинстону не хватает общения с представителями своей расы. |            |                                               |                 |                                                            |                  |             |                     |
| 37 | 13         | «A Father's Love» «Отцовская любовь»          | Джейк Кэздан    | Беркли Джонсон и Джош Малмут                               | 15 января 2013   | 2ATM13      | 3,65                |
| К Нику приезжает отец, жулик и шарлатан. Он впутывает Джесс в аферу. Родители Сиси знакомят её с индусом. Шмитд следит за ней, и встречает Робби, её бывшего. Они объединяются, чтоб отбить Сиси у её нового парня. |            |                                               |                 |                                                            |                  |             |                     |
| 38 | 14         | «Pepperwood» «Пэппервуд»                      | Линн Шелтон     | Ник Адамс                                                  | 22 января 2013   | 2ATM14      | 4,05                |
| У Джесс в группе студент пишет рассказ, который пугает Ника. Он решает расследовать происходящее и думает, что тот хочет убить Джесс. Уинстон обнаружил, что они все обсуждают друг друга за спиной у третьего. |            |                                               |                 |                                                            |                  |             |                     |
| 39 | 15         | «Cooler» «Кулер»                              | Макс Уинклер    | Ребекка Аддельман                                          | 29 января 2013   | 2ATM15      | 4,74                |
| Ребята решили пойти в клуб без Джесс. Там Уинстон и Ник знакомятся с девушками и приводят их домой. Играя в «Настоящего американца» Джесс и Ник целуются. |            |                                               |                 |                                                            |                  |             |                     |
| 40 | 16         | «Table 34» «Стол 34»                          | Тристран Шапиро | Дэвид Изерсон                                              | 5 февраля 2013   | 2ATM16      | 4,83                |
| Ребята посещают конвенцию по индийским свадьбам, где Сиси надеется найти мужа. Шмидт пытается её вернуть. А Ник и Джесс пытаются обсудить поцелуй, который произошёл прошлой ночью. |            |                                               |                 |                                                            |                  |             |                     |
| 41 | 17         | «Parking Spot» «Место для парковки»           | Фред Госс       | Ребекка Аддельман                                          | 19 февраля 2013  | 2ATM17      | 4,31                |
| Шмидт находит свободное место для парковки, и он, Джесс, Ник и Уинстон пытаются решить, кому же оно будет принадлежать... |            |                                               |                 |                                                            |                  |             |                     |
| 42 | 18         | «TinFinity» «Десятилетие»                     | Макс Уинклер    | Ким Розенсток и Джош Малмут                                | 26 февраля 2013  | 2ATM18      | 4,29                |
| Шмидт и Ник устраивают вечеринку в честь того, что уже 10 лет являются соседями по квартире. |            |                                               |                 |                                                            |                  |             |                     |
| 43 | 19         | «Quick Hardening Caulk» «Закалка характера»   | Лорин Скафария  | История: Бретт Баер и Дэйв Финкель Телесценарий: Райан Кох | 12 марта 2013    | 2ATM19      | 4,26                |
| Джесс сексуально привлекает Ник, но она ещё не знает, что он встречается со своей начальницей Шэйной (Одетт Эннэбл). Уинстон помогает Шмидту справится с потерей Сиси. |            |                                               |                 |                                                            |                  |             |                     |
| 44 | 20         | «Chicago» «Чикаго»                            | Джейк Кэздан    | Лув Рахе                                                   | 26 марта         | 2ATM20      | 4,19                |
| Ребята отправляются в Чикаго из-за смерти отца Ника. Там Нику предстоит столкнуться со своей эксцентричной семьёй. Уинстон помогает Шмидту преодолеть страх смерти. |            |                                               |                 |                                                            |                  |             |                     |
| 45 | 21         | «First Date» «Первое свидание»                | Линн Шелтон     | Дж. Дж. Филбин и Беркли Джонсон                            | 4 апреля 2013    | 2ATM22      | 4,77                |
| Ник набирается смелости и приглашает Джесс на первое свидание, но в ресторане они сталкиваются с бывшим парнем Джесс, у которого тоже свидание. Уинстон и Шмидт решают во что бы то ни стало помешать Нику и Джесс завести роман, потому что считают, что это разрушит их отношения как соседей по квартире.                                                             |            |                                               |                 |                                                            |                  |             |                     |
| 46 | 22         | «Bachelorette Party» «Девичник»               | Мэтт Сон        | Кей Кэннон и София Лир                                     | 9 апреля 2013    | 2ATM21      | 4,09                |
| Джесс планирует для Сиси девичник-сюрприз, а Шмидт тем временем пытается найти себе пару на свадьбу Сиси. Его выбор падает на Элизабет, подружку из колледжа... |            |                                               |                 |                                                            |                  |             |                     |
| 47 | 23         | «Virgins» «Девственники»                      | Алек Берг       | Элизабет Меривезер                                         | 30 апреля 2013   | 2ATM23      | 3,57                |
| Ребята вспоминают как потеряли девственность и устраивают конкурс на самый ужасный первый сексуальный опыт. |            |                                               |                 |                                                            |                  |             |                     |
| 48 | 24         | «Winston's Birthday» «День рождения Уинстона» | Макс Уинклер    | Бретт Беар и Дэйв Финкель                                  | 7 мая 2013       | 2ATM24      | 3,94                |
| Отец Джесс, Боб, приезжает навестить дочь как раз на следующий день после того, как Джесс провела ночь с Ником в первый раз. Шмидт стесняется рассказать ребятам, что Элизабет теперь его девушка, Уинстон ждёт, что кто-нибудь вспомнит о его дне рождения. |            |                                               |                 |                                                            |                  |             |                     |
| 49 | 25         | «Elaine's Big Day» «Большой день Элайна»      | Джейк Кэздан    | Кристиан Магалхэс и Роберт Сноу                            | 14 мая 2013      | 2ATM25      | 4,06                |
| Приближается свадьба Сиси. Шмидт и Уинстон придумывают план саботажа свадьбы. Ник и Джесс сталкиваются с проблемой взаимопонимания, теперь, когда у них завязался роман... |            |                                               |                 |                                                            |                  |             |                     |

### Сезон 3 (2013—2014)
| № общий | № в сезоне | Название                                             | Режиссёр           | Автор сценария                  | Дата премьеры    | Произв. код | Зрители в США (млн) |
| --- | ---------- | ---------------------------------------------------- | ------------------ | ------------------------------- | ---------------- | ----------- | ------------------- |
| 50 | 1          | «All In» «Все дома»                                  | Макс Уинклер       | Элизабет Меривезер              | 17 сентября 2013 | FBEC5D      | 5,53                |
| После свадьбы Сиси, Ник и Джесс отправляются в Мексику чтобы немного побыть вдвоём. Там Ник попадает в неприятности с законом. Тем временем Шмидт не может выбрать между Сиси и Элизабет.                                                                            |            |                                                      |                    |                                 |                  |             |                     |
| 51 | 2          | «Nerd» «Ботаник»                                     | Фред Госс          | Кей Кэннон                      | 24 сентября 2013 | 3ATM02      | 4,04                |
| С помощью Ника Джесс пытается подружиться с группой учителей. Шмидт пытается справиться с Сиси и Элизабет одновременно, когда они обе приходят на его корпоратив. |            |                                                      |                    |                                 |                  |             |                     |
| 52 | 3          | «Double Date» «Двойное свидание»                     | Макс Уинклер       | Лув Рахе                        | 1 октября 2013   | 3ATM03      | 3,85                |
| Ник узнаёт, что Шмидт встречается с Сиси и Элизабет одновременно, и не может хранить это в секрете. Тем временем Уинстону надо зарезервировать стол в ресторане для всей компании.                                                                                   |            |                                                      |                    |                                 |                  |             |                     |
| 53 | 4          | «The Captain» «Капитан»                              | Фред Госс          | Дж. Дж. Филбин                  | 8 октября 2013   | 3ATM04      | 3,96                |
| Шмидт пытается развести Ника и Джесс как раз в то время, когда они празднуют первый месяц вдвоём. Уинстон пытается свети двух кошек: Фергюсона и Пышку, хозяйкой которой является Кейли.                                                                             |            |                                                      |                    |                                 |                  |             |                     |
| 54 | 5          | «The Box» «Коробка»                                  | Энди Флеминг       | Роб Россел                      | 15 октября 2013  | 3ATM05      | 3,45                |
| Ник становится безответственным с деньгами от имения своего покойного отца, когда Джесс использует эти деньги, чтобы заплатить за неоплаченные счета Ника за его спиной.                                                                                             |            |                                                      |                    |                                 |                  |             |                     |
| 55 | 6          | «Keaton» «Китон»                                     | Дэвид Катценберг   | Бретт Баэр и Дэйв Финкель       | 22 октября 2013  | 3ATM06      | 3,74                |
| Шмидт получает серию электронных писем от его любимого актёра Майкла Китона, который писал их ему много лет. Тем временем Сиси проводит время на ночных вечеринках, чтобы пережить разрыв со Шмидтом.                                                                |            |                                                      |                    |                                 |                  |             |                     |
| 56 | 7          | «Coach» «Тренер»                                     | Расс Олсобрук      | Дэвид Фини                      | 5 ноября 2013    | 3ATM07      | 3,85                |
| Тренер навещает ребят после расставания с девушкой. Ник собирается в стрип-клуб с парнями, чем очень расстраивает Джесс. |            |                                                      |                    |                                 |                  |             |                     |
| 57 | 8          | «Menus» «Меню»                                       | Трент О’Доннелл    | Мэтт Фасфелд и Алекс Катбертсон | 12 ноября 2013   | 3ATM08      | 3,36                |
| После того, как Джесс отказывают в разрешении взять её класс на пляж, она фокусируется своё внимание на борьбе с Брайаном, владельцем китайского ресторана, который затопляет квартиру своими ресторанными меню. Тем временем тренер пытается привести Ника в форму. |            |                                                      |                    |                                 |                  |             |                     |
| 58 | 9          | «Longest Night Ever» «Самая длинная ночь когда-либо» | Николас Йасеновец  | Райан Кох                       | 19 ноября 2013   | 3ATM09      | 3,26                |
| Шмидт становится ревнивым, когда тренер и Сиси идут на свидание, а на Джесс ложится ответственность успокаивать его нервы в то время как свидание в самом разгаре. Ник случайно теряет Фергюсона, когда Уинстон отлучается.                                          |            |                                                      |                    |                                 |                  |             |                     |
| 59 | 10         | «Thanksgiving III» «День Благодарения III»           | Макс Уинклер       | Джош Малмут                     | 26 ноября 2013   | 3ATM10      | 3,51                |
| Чтобы доказать тренеру, что Ник всё ещё остаётся мужественным пока встречается с Джесс, банда отмечает День Благодарения в пустыне. |            |                                                      |                    |                                 |                  |             |                     |
| 60 | 11         | «Clavado En Un Bar» «Пригвожденный в баре»           | Эрик Аппель        | Беркли Джонсон                  | 7 января 2014    | 3ATM11      | 3,20                |
| Джесс предлагают работу в музее, и у неё есть всего несколько минут, чтобы принять решение. Друзья ей в этом помогают. |            |                                                      |                    |                                 |                  |             |                     |
| 61 | 12         | «Basketsball» «Баскетбол»                            | Лорин Скафария     | Ребекка Аддельман               | 14 января 2014   | 3ATM13      | 3,24                |
| Джесс пытается подружиться с тренером, смотря с ним игры Детройт Пистонс по телевизору. Однако это становится угрозой её отношениям с Ником, который всю жизнь болел за Чикаго Буллз.                                                                                |            |                                                      |                    |                                 |                  |             |                     |
| 62 | 13         | «Birthday» «День рождения»                           | Ричи Кин           | Ким Розенсток                   | 21 января 2014   | 3ATM12      | 3,75                |
| Наступает день рождения Джесс, и Ник планирует как провести весь день. Шмидт помогает Сиси стать лучшей барменшей, а Уинстон и тренер соревнуются в том, кто лучше испечет праздничный торт для Джесс.                                                               |            |                                                      |                    |                                 |                  |             |                     |
| 63 | 14         | «Prince» «Принц»                                     | Фред Госс          | Дэвид Фини и Роб Россел         | 2 февраля 2014   | 3ATM15      | 26,30               |
| Джесс и Сиси приглашают на вечеринку в поместье Принса. Ник проговаривается, что любит Джесс, и получает неожиданный ответ. |            |                                                      |                    |                                 |                  |             |                     |
| 64 | 15         | «Exes» «Бывшие»                                      | Алекс Хардкасл     | Нина Педрад                     | 4 февраля 2014   | 3ATM14      | 3,48                |
| Джесс пытается доказать Нику, что бывшие могут стать друзьями и представляет ему Беркли. Возвращается Кэролайн и требует от Ника сказать, почему тот бросил её. |            |                                                      |                    |                                 |                  |             |                     |
| 65 | 16         | «Sister» «Сестра»                                    | Макс Уинклер       | Мэтт Фасфелд и Алекс Катбертсон | 11 февраля 2014  | 3ATM16      | 2,97                |
| Мама Джесс попросила её забрать Эбби, проблемную старшую сестру Джесс, из тюрьмы. Джесс пытается не допустить встречи Ника и Эбби из-за её неподобающего поведения...                                                                                                |            |                                                      |                    |                                 |                  |             |                     |
| 66 | 17         | «Sister II» «Сестра II»                              | Билл Пёпл          | Райан Кох и Лув Рахе            | 25 февраля 2014  | 3ATM17      | 2,84                |
| Когда Эбби заявляет, что останется жить в квартире, Джесс начинает искать для неё безопасное убежище. Тем временем Уинстон с ужасом ожидает результаты экзамена. |            |                                                      |                    |                                 |                  |             |                     |
| 67 | 18         | «Sister III» «Сестра III»                            | Джэй Чандрашекхар  | Камилла Блэкетт                 | 4 марта 2014     | 3ATM18      | 2,93                |
| Эбби и Шмидт теперь встречаются и Эбби переезжает жить в комнату Шмидта. Джесс начинает им завидовать и переезжает в комнату к Нику... |            |                                                      |                    |                                 |                  |             |                     |
| 68 | 19         | «Fired Up» «Разожжённый»                             | Стив Уэлч          | София Лир                       | 11 марта 2014    | 3ATM20      | 2,48                |
| Джесс находит работу для Тренера работу в школе, где преподаёт сама. Сиси западает на австралийца Бастера. |            |                                                      |                    |                                 |                  |             |                     |
| 69 | 20         | «Mars Landing» «Высадка на Марс»                     | Линн Шелтон        | Джош Малмут и Нина Педрад       | 25 марта 2014    | 3ATM19      | 2,49                |
| У Ника и Джесс случается серьёзный разговор насчёт их совместного будущего, а Тренер, Шмидт и Уинстон привлекает внимание молодой пары соседей, Мишель и Лори, которые переезжают в соседнюю квартиру. Сиси напивается и шлёт смски Бастеру.                         |            |                                                      |                    |                                 |                  |             |                     |
| 70 | 21         | «Big News» «Большие новости»                         | Стивен Цутида      | Беркли Джонсон и Ким Розенсток  | 15 апреля 2014   | 3ATM21      | 2,19                |
| Джесс и Ник справляются с последствиями расставания. Ник пытается отвлечься, планируя вечеринку в честь успешной сдачи Уинстоном экзамена в полицейской академии. Джесс ищет утешения у Сиси, хотя Сиси в это время занята подготовкой к экзамену с помощью Шмидта.  |            |                                                      |                    |                                 |                  |             |                     |
| 71 | 22         | «Dance» «Танец»                                      | Трент О’Доннелл    | Ребекка Аддельман и Райан Кох   | 29 апреля 2014   | 3ATM22      | 2,20                |
| Джесс назначили ответственной за школьные танцы, и она в конце концов вынуждена позвать на помощь Сиси и ребят. |            |                                                      |                    |                                 |                  |             |                     |
| 72 | 23         | «Cruise» «Круиз»                                     | Элизабет Меривезер | Лув Рахе и Роб Роселл           | 6 мая 2014       | 3ATM23      | 2,40                |
| Друзья идут в круиз, который Джесс и Ник заказали, когда ещё встречались. Во время поездки тренер пытается справиться со страхом лодок; Шмидт старается вернуть Сиси; а Уинстон пытается помирить Джесс и Ника.                                                      |            |                                                      |                    |                                 |                  |             |                     |

### Сезон 4 (2014—2015)
| № общий | № в сезоне | Название                                                      | Режиссёр          | Автор сценария                                                             | Дата премьеры    | Произв. код | Зрители в США (млн) |
| --- | ---------- | ------------------------------------------------------------- | ----------------- | -------------------------------------------------------------------------- | ---------------- | ----------- | ------------------- |
| 73 | 1          | «The Last Wedding» «Последняя свадьба»                        | Трент О’Доннелл   | Дж. Дж. Филбин                                                             | 16 сентября 2014 | 4ATM01      | 3,04                |
| Банда посещает очередную свадьбу, последнюю за это лето. Джесс соперничает с девушкой по имени Кэт (Джессика Бэлл) за внимание Тэда (Рид Скотт), который выступает шафером на свадьбе. Шмидт пытается убедить Ника заняться сексом вчетвером, вместе с двумя другими женщинами. Тренер сталкивается с трудностями, пытаясь найти девушку на одну ночь. Сиси появляется на свадьбе с новостью о том, что она и Бастер больше не вместе. |            |                                                               |                   |                                                                            |                  |             |                     |
| 74 | 2          | «Dice» «Кубики»                                               | Линн Шелтон       | Мэтт Фасфелд и Алекс Катбертсон                                            | 23 сентября 2014 | 4ATM02      | 2,35                |
| Джесс использует приложение для знакомств под названием "Dice". Шмидт пытается помочь Джесс и устраивает ей 10 свиданий, с помощью которых она должна научится распознавать парней и найти лучший вариант для себя. Тренер, Ник и СиСи съедают пирожные с марихуаной. Уинстон, как курсант полицейской академии, ни о чем не догадываясь приводит их на барбекю с другими полицейскими.                                                |            |                                                               |                   |                                                                            |                  |             |                     |
| 75 | 3          | «Julie Berkman's Older Sister» «Старшая сестра Джули Беркман» | Фред Госс         | Нина Педрад                                                                | 30 сентября 2014 | 4ATM03      | 2,37                |
| Отец Джесс Боб навещает дочку в компании своей молодой подружки, которая оказывается Эшли Беркман, одноклассницей Джесс из старшей школы. |            |                                                               |                   |                                                                            |                  |             |                     |
| 76 | 4          | «Micro» «Микро»                                               | Джей Чандрашекхар | Джош Малмут                                                                | 7 октября 2014   | 4ATM04      | 2,61                |
| Джесс пытается доказать ребятам, что она не поверхностна, встречаясь с красавчиком Мэттом. Сиси и Уинстон решают подшутить над Тренером и Шмидтом, заставив их думать, что они достаточно хорошо выглядят, чтобы быть моделями. |            |                                                               |                   |                                                                            |                  |             |                     |
| 77 | 5          | «Landline» «Стационарный телефон»                             | Трент О’Доннелл   | Роб Розелл                                                                 | 14 октября 2014  | 4ATM05      | 2,26                |
| Проректор внедряет в школе политику запрета на свидания межну членами преподавательского состава как раз тогда, когда Джесс положила глаз на нового учителя Райана. Джесс устанавливает новый стационарный телефон в квартире. Ник становится «секретарём» на телефоне, принимая сообщения для Шмидта и Уинстона. |            |                                                               |                   |                                                                            |                  |             |                     |
| 78 | 6          | «Background Check» «Проверка сведений»                        | Лорин Скафария    | Ребекка Эдлман                                                             | 4 ноября 2014    | 4ATM06      | 3,38                |
| Как часть обучения в полицейской академии, Уинстон должен пройти проверку, а также его начальник Дорадо должен провести обыск в квартире. Джесс рассказывает ребятам, что у неё есть запрещённый препарат. |            |                                                               |                   |                                                                            |                  |             |                     |
| 79 | 7          | «Goldmine» «Золотая жила»                                     | Расс Олсобрук     | Беркли Джонсон                                                             | 11 ноября 2014   | 4ATM07      | 3,04                |
| Ник выдаёт себя за гея, чтобы избежать конфликта с последним бойфрендом Джесс Иэном. Сиси рассматривает возможность операции по уменьшению груди, что заставляет Шмидта психовать. Уинстон хочет спать и с Мишель, и с её новой соседкой по комнате Вив. |            |                                                               |                   |                                                                            |                  |             |                     |
| 80 | 8          | «Teachers» «Учителя»                                          | Трент О’Доннелл   | Ким Розенсток                                                              | 18 ноября 2014   | 4ATM08      | 2,83                |
| Джесс и Тренер идут семинар выходного дня преподавателей, который проводит гуру образования Бренда Браун (Лиза Бонет), свободы и просвещения гуру. Пока Джесс отсутствует Ник, Шмидт и Уинстон затевают мальчишник. |            |                                                               |                   |                                                                            |                  |             |                     |
| 81 | 9          | «Thanksgiving IV» «День Благодарения IV»                      | Фред Госс         | Дэвид Фини                                                                 | 25 ноября 2014   | 4ATM09      | 2,77                |
| На День Благодарения Шмидт предлагает, чтобы каждый пригласил пару для другого. Тренер приглашает по этому случаю Райана для Джесс, у которой в свою очередь возникают к нему противоречивые чувства. |            |                                                               |                   |                                                                            |                  |             |                     |
| 82 | 10         | «Girl Fight» «Девчачья драка»                                 | Билл Пёпл         | Даниэль Санчес-Уитзел                                                      | 2 декабря 2014   | 4ATM10      | 3,00                |
| Прошлая ссора Джес и Сиси вновь разгорается с ещё большей силой. Ник начинает встречаться с внучкой Трэна, Кэй (Грета Ли), а Уинстон заставляет его думать, что она может быть бездомной. Тем временем Уинстон готовится к экзаменам... |            |                                                               |                   |                                                                            |                  |             |                     |
| 83 | 11         | «LAXmas» «Рождество в Лос-Анджелесе»                          | Трент О’Доннелл   | Мэтт Фасфелд и Алекс Катбертсон                                            | 9 декабря 2014   | 4ATM11      | 3,28                |
| Друзья приезжают в международный аэропорт Лос-Анджелес, где выясняют, что большинство их рейсов задержаны. Райан приглашает Джесс провести Рождество с его семьёй в Англии, и она волнуется, что не достаточно хороша для них. |            |                                                               |                   |                                                                            |                  |             |                     |
| 84 | 12         | «Shark» «Акула»                                               | Алекс Хардкасл    | Джейкоб Браун и Роб Роселл                                                 | 6 января 2015    | 4ATM12      | 3,19                |
| Джесс и Шмидт не согласны, как следует отреагировать на ночную стройку в их районе. Всё становится ещё сложнее, когда Шмидт влюбляется в Фоун Москато (Зои Листер-Джонс), беспринципную члена совета округа. Уинстон оканчивает полицейскую академию, и ему назначают напарника — Эли (Насим Педрад). |            |                                                               |                   |                                                                            |                  |             |                     |
| 85 | 13         | «Coming Out» «Каминг-аут»                                     | Билл Пёпл         | София Лир                                                                  | 13 января 2015   | 4ATM13      | 2,90                |
| Джесс наконец рассказывает учителям в своей школе, что встречается с Райаном, и пытается не быть пристрастной, когда учителям надо выбрать школьную экскурсию. Когда Шмидту ставят диагноз язва, ему приходится взять выходной, а Ник и Кэй контролируют, чтобы он действительно это сделал. Тем временем Тренер меняет личность, чтобы встречаться с медсестрой Рут (Эринн Хейс).                                                     |            |                                                               |                   |                                                                            |                  |             |                     |
| 86 | 14         | «Swuit» «Инвестирование»                                      | Трент О’Доннелл   | Ноа Гарфинкель                                                             | 3 февраля 2015   | 4ATM14      | 2,96                |
| Джесс пытается быть посредником, когда Ник и Шмидт постоянно конфликтуют насчёт бизнес-идеи, которую планируют представить инвестору Лори Грайнер. Сиси не в состоянии оплатить своё обучение в колледже, поэтому Тренер и Уинстон дают ей деньги и пытаются надоумить выбрать курсы попроще. |            |                                                               |                   |                                                                            |                  |             |                     |
| 87 | 15         | «The Crawl» «Обход»                                           | Джей Чандрашекхар | Ким Розенсток                                                              | 10 февраля 2015  | 4ATM15      | 2,71                |
| После разрыва с Кэй Ник заставляет друзей принять участие в барафоне на День Святого Валентина. Пытаясь найти новую работу в другой школе, Райан просит Джесс переехать к нему. Шмидт и Фоун Москато начинают встречаться, но так как напарница занята впечатлением своих коллег, Шмидт эмоционально воссоединяется с Сиси. Тренер пытается замутить с Мэй (Миган Рат), которая также отдыхает в барах.                                |            |                                                               |                   |                                                                            |                  |             |                     |
| 88 | 16         | «Oregon» «Орегон»                                             | Расс Олсобрук     | Нина Педрад                                                                | 17 февраля 2015  | 4ATM16      | 3,11                |
| Ребята едут в родной город Джесс, Портленд, на свадьбу Боба и Эшли. Райан не присоединяется к ним, и это заставляет Джесс почувствовать, что их отношения на расстоянии были ошибкой. |            |                                                               |                   |                                                                            |                  |             |                     |
| 89 | 17         | «Spiderhunt» «Охота на паука»                                 | Стив Уэлч         | Беркли Джонсон                                                             | 24 февраля 2015  | 4ATM17      | 2,85                |
| Арахнофобия Шмидта заставляет друзей охотится на паука в лофте. Сиси вынуждена сказать Джесс о своих чувствах к Шмидту. Ник готовит свой печально известный соус, а Тренер с трудом сочиняет письмо Мэй с просьбой сходить с ним на свидание. |            |                                                               |                   |                                                                            |                  |             |                     |
| 90 | 18         | «Walk of Shame» «Позор»                                       | Кристин Джернон   | Даниэль Санчес-Уитзел                                                      | 3 марта 2015     | 4ATM18      | 2,53                |
| Джесс и Сиси попадают в позорную ситуацию, в случае Джесс — она проводит ночь с Медвежьим Когтем (Джош Гад). Тренер стесняются пригласить Ника и Уинстона на художественную выставку, где Мэй будет играть на виолончеле. |            |                                                               |                   |                                                                            |                  |             |                     |
| 91 | 19         | «The Right Thing» «Правильная вещь»                           | Эрин О’Малли      | Мэтт Фасфелд и Алекс Катбертсон                                            | 31 марта 2015    | 4ATM19      | 2,32                |
| Джесс чувствует себя обязанной посетить похороны Пита, парня с которым она когда-то встречалась, однако оказывается, что прощание организовано Вэль, девушкой Пита. Ник и Шмидт хотят стать совладельцами бара Майка (Бен Фальконе), но им не хватает денег, поэтому Шмидт просит свою мать (Нора Данн) отдать ему деньги за бар-мицву, которые он так и не получил.                                                                   |            |                                                               |                   |                                                                            |                  |             |                     |
| 92 | 20         | «Par 5» «Пар 5»                                               | Трент О’Доннелл   | Ламорн Моррис и Роб Роселл                                                 | 7 апреля 2015    | 4ATM20      | 2,14                |
| Джесс сопровождает Фоун Москато на женском благотворительном турнире по гольфу, и она получает шанс поговорить с политиками, чтобы те выделили новые компьютеры для её школы. Уинстон влюбляется в активистку Кейси (Кирси Клемонс), которая недолюбливает полицию. С помощью Сиси Шмидт накладывает на автозагар, чтобы не выглядеть слишком бледным на свидании с Фоун.                                                              |            |                                                               |                   |                                                                            |                  |             |                     |
| 93 | 21         | «Panty Gate» «Ширинка»                                        | Реджинальд Хадлин | Дэвид Фини и Вероника МакКарти                                             | 28 апреля 2015   | 4ATM21      | 2,07                |
| Тренер и Мэй решают расстаться, когда Мэй получает предложение о работе в Нью-Йорке. Однако всё принимает довольно эмоциональный оборот, и Джесс решает их помирить. Тем временем, книга вдохновляет Сиси рисковать... |            |                                                               |                   |                                                                            |                  |             |                     |
| 94 | 22         | «Clean Break» «Мирное расставание»                            | Трент О’Доннелл   | История: Ребекка Аддельман Телесценарий: Ребекка Аддельман и Ким Розенсток | 5 мая 2015       | 4ATM22      | 2,22                |
| Тренер готовится переехать в Нью-Йорк, чтобы жить с Мэй. Джесс и Ник пересмотривают свою дружбу. Шмидт наконец-то избавляется от напоминаний о Сиси, хотя вскоре сожалеет о своём решении. Наконец он признаёт свои чувства к Сиси и делает ей предложение. |            |                                                               |                   |                                                                            |                  |             |                     |

### Сезон 5 (2016)
| № общий | № в сезоне | Название                                                | Режиссёр           | Автор сценария                  | Дата премьеры   | Произв. код | Зрители в США (млн) |
| --- | ---------- | ------------------------------------------------------- | ------------------ | ------------------------------- | --------------- | ----------- | ------------------- |
| 95 | 1          | «Big Mama P» «Большая мама П»                           | Эрин О’Малли       | Беркли Джонсон                  | 5 января 2016   | 5ATM03      | 3,33                |
| Шмидт и Сиси выбирают Ника и Джесс как свидетелей на свадьбе. Джесс планирует вечеринку в честь помолвки, и надеется обрадовать подругу визитом её матери Приянки. Она поручает Нику забрать её из аэропорта, но Ник забирает не ту женщину... |            |                                                         |                    |                                 |                 |             |                     |
| 96 | 2          | «What About Fred» «О Фрэде»                             | Эрик Аппель        | Мэтт Фасфелд и Алекс Катбертсон | 12 января 2016  | 5ATM01      | 3,25                |
| У Джесс наступает кризис в отношениях с парнем, Фредом, и она готова проводить больше времени с его родителями, Флипо и Нэнси (Генри Уинклер и Джули Хагерти), чем с ним самим. Ник и Шмидт официально становятся совладельцами бара. |            |                                                         |                    |                                 |                 |             |                     |
| 97 | 3          | «Jury Duty» «Обязанность судьи»                         | Трент О’Доннелл    | Джош Малмут и Нина Педрад       | 19 января 2016  | 5ATM02      | 2,95                |
| Джесс взволнована тем, что её выбрали как присяжную, однако из-за возможности стать исполняющей обязанности директора, она больше не хочет быть присяжной. Постоянные споры Ника и Сиси о правилах в лофте вынуждают Шмидта стать посредником между ними. |            |                                                         |                    |                                 |                 |             |                     |
| 98 | 4          | «No Girl» «Без девушки»                                 | Элизабет Меривезер | Роб Розелл                      | 26 января 2016  | 5ATM04      | 2,84                |
| У Джесс по прежнему исполняет обязанности присяжной, а Ник сдаёт в аренду чердак, чтобы заплатить за холостяцкую вечеринку Шмидта, которую они планируют провести в Токио. Уинстон считает, что Кейси его обманывает, поэтому он просит Сиси поговорить с ней. |            |                                                         |                    |                                 |                 |             |                     |
| 96 | 5          | «Bob & Carol & Nick & Schmidt» «Боб, Кэрол, Ник и Шмид» | Джейк Джонсон      | Роб Розелл                      | 2 февраля 2016  | 5ATM05      | 2,94                |
| Кузен Ника Боб (Билл Бурр) и его жена Кэрол (Леннон Парэм) хотят получить сперму Ника, чтобы завести ребёнка. Уинстон помогает Сиси выбрать свадебное платье. |            |                                                         |                    |                                 |                 |             |                     |
| 100 | 6          | «Reagan» «Рейган»                                       | Трент О’Доннелл    | Ким Розенсток                   | 9 февраля 2016  | 5ATM06      | 3,10                |
| Ник пытается уговорить Рейган (Меган Фокс), привлекательную бисексуалку и медицинского представителя, переехать в лофт, пока Джесс всё ещё занята в суде. Шмидт узнаёт, что у Сиси и Рейган был секс много лет назад, и это заставляет его нервничать. |            |                                                         |                    |                                 |                 |             |                     |
| 101 | 7          | «Wig» «Парик»                                           | Кристин Джернон    | Дэвид Фини                      | 16 февраля 2016 | 5ATM07      | 2,80                |
| Нику не уютно находиться рядом с Рейган, и поэтому он много времени проводит в комнате Шмидта, даже когда тот хочет заняться сексом с Сиси. Уинстон помогает Рейган расстаться с последней девушкой — Камиллой (Клеа Дюваль). |            |                                                         |                    |                                 |                 |             |                     |
| 102 | 8          | «The Decision» «Решение»                                | Трент О’Доннелл    | Лув Рахе                        | 23 февраля 2016 | 5ATM08      | 2,68                |
| Когда Ник и Уинстон не могут принять решения по поводу чего бы то ни было, Рейган говорит им решить между собой, с кем из них она переспит. Шмидт и Сиси в поисках идеального места для свадьбы, встречаются с его старым коллегой-задирой Бенджамином (Дэвид Нехер) и его невестой Мими (Анджела Тримбур). |            |                                                         |                    |                                 |                 |             |                     |
| 103 | 9          | «Heat Wave» «Жара»                                      | Эрин О’Малли       | Мэтт Фасфелд и Алекс Катбертсон | 1 марта 2016    | 5ATM09      | 2,62                |
| Когда на город обрушивается страшная жара, Ник упрямо отказывается от предложения Рейган провести время в её кондиционируемой комнате. В конце концов они признаются друг другу в романтических чувствах. Уинстон обнаруживает, что люди воспринимают его намного серьёзнее, когда он говорит как коп. |            |                                                         |                    |                                 |                 |             |                     |
| 104 | 10         | «Goosebumps Walkaway» «Мурашки»                         | Трент О’Доннелл    | Беркли Джонсон                  | 8 марта 2016    | 5ATM10      | 2,65                |
| Джесс наконец освобождается от своих обязанностей как присяжной. Приближается день отъезда Рейган, но она не решается полностью открыться Нику в своих чувствах. Шмидт и Сиси сопровождают Уинстона на занятие его танцевальной группы. |            |                                                         |                    |                                 |                 |             |                     |
| 105 | 11         | «The Apartment» «Квартира»                              | Кристин Джернон    | Нина Педрад                     | 15 марта 2016   | 5ATM11      | 2,30                |
| Джесс ошеломлена количеством работы, которую ей поручает новый директор Бекки Каватаппи (Элизабет Беркли Лорен); кроме того она помогает Сиси переехать из её квартиры в лофт. Уинстон устаёт слышать, как Эли говорит о новом бойфренде, поэтому ему назначают нового напарника — Данстона, у которого схожие с Уинстоном интересы, но он менее компетентен. |            |                                                         |                    |                                 |                 |             |                     |
| 106 | 12         | «D-Day» «День Д»                                        | Майкл Шульц        | Джош Малмут                     | 22 марта 2016   | 5ATM12      | 2,25                |
| Шмидт и Сиси готовятся к свадьбе, но когда Сиси получает новую работу, Джесс берёт на себя часть её обязанностей по подготовке. Покупая шампанское для свадьбы, Джесс влюбляется в Гавина (Питер Галлахер), владельца винного магазина, готорый оказывается отцом Шмидта. Уинстон и Ник спорят, у кого из них более жёсткая профессия. |            |                                                         |                    |                                 |                 |             |                     |
| 107 | 13         | «Sam, Again» «Сэм, снова»                               | Стив Уэлч          | Итан Сэндлер и Эдриан Веннер    | 29 марта 2016   | 5ATM13      | 2,21                |
| Джесс получает работу в более прогрессивной школе, которой управляет Дженевьев (Люси Панч); как позже узнаёт Джесс, новая начальница встречается с Сэмом (Дэвид Уолтон). Шмидт объявляет карантин, когда Ник и Сиси чихают, чтобы не заболеть самому перед важной презентацией на работе. Тем временем Уинстон волнуется перед первым свиданием после того, как узнал, что его чувства к Эли невзаимны.                                                                                |            |                                                         |                    |                                 |                 |             |                     |
| 108 | 14         | «300 Feet» «300 футов»                                  | Трент О’Доннелл    | София Лир                       | 12 апреля 2016  | 5ATM14      | 2,65                |
| Джесс выписывают запрет на приближение к Сэму, но тем не менее она пытается с ним увидеться и помириться. Нику кажется, что Конни (Бизи Филиппс), владелица бара напротив их со Шмидтом бара, начинает соревнование между их заведениями... |            |                                                         |                    |                                 |                 |             |                     |
| 109 | 15         | «Jeff Day» «Джефф Дэй»                                  | Джей Чандрашекхар  | Джо Венгерт                     | 19 апреля 2016  | 5ATM15      | 1,92                |
| Джесс и Сэм начинают снова встречаться, что вызывает напряжение между ним и Ником. Во время покупки машины Джесс изобретает альтер эго — Джеффа Дэя — чтобы иметь дело с Билли, продавцом-сексистом. Шмидт и Сиси обеспокоены новой девушкой Уинстона Рондой (Соникуа Мартин-Грин), которая чересчур увлечена пранками. |            |                                                         |                    |                                 |                 |             |                     |
| 110 | 16         | «Helmet» «Шлем»                                         | Джош Гринбаум      | Сара Невада Смит                | 19 апреля 2016  | 5ATM18      | 1,92                |
| Джесс снится эротический сон о Нике, в котором также присутствуют старый шлем «Чикаго Беарз», который ей дал Ник, когда они встречались. Это особенно некстати для Джесс, которая готовится познакомиться с родителями Сэма. Парень Эли Трипп (Кэл Пенн), агент актёров-животных и владелец кота Пэтчеса, соревнуется с Уинстоном и его котом Фергюсоном за роль в продолжении «Аватара».                                                                                              |            |                                                         |                    |                                 |                 |             |                     |
| 111 | 17         | «Road Trip» «Поездка»                                   | Трент О’Доннелл    | Ной Гарфинкел                   | 26 апреля 2016  | 5ATM16      | 2,42                |
| Шмидт задаётся вопросом о своей мужественности, когда испугался и не защитил Сиси от агрессивного водителя во время стычки на дороге. Чтобы стать мужественнее, Шмидт, Ник и Уинстон вместе с Большим Шмидтом, Робби и Вэлли Форджем отправляются в пустыню праздновать мальчишник Шмидта. |            |                                                         |                    |                                 |                 |             |                     |
| 112 | 18         | «A Chill Day In» «Прохладный денёк дома»                | Эрин О’Малли       | Сара Тапскотт                   | 26 апреля 2016  | 5ATM17      | 1,87                |
| Пока парни уехали отмечать мальчишник, Джесс и Сиси остаются дома и курят марихуану. После уничтожения хлебопечки, подаренной мамой Шмидта, Джесс и Сиси едут в магазин, чтобы купить точно такую же. Там они натыкаются на ссорящихся Эли и Триппа... |            |                                                         |                    |                                 |                 |             |                     |
| 113 | 19         | «Dress» «Платье»                                        | Трент О’Доннелл    | Дэвид Фини и Джош Малмут        | 3 мая 2016      | 5ATM19      | 2,27                |
| Джесс мешкает, когда ей поручают изменить свадебное платье Сиси, поэтому Шмидт помогает ей это сделать в мужском туалета на работе. Снова встречающиеся Уинстон и Эли никак не могут сохранить их отношения в секрете от остальных полицейских. Ник ждёт ответа от Рейган, попросив её в смске быть его парой на свадьбе Шмидта и Сиси. |            |                                                         |                    |                                 |                 |             |                     |
| 114 | 20         | «Return to Sender» «Вернуть отправителю»                | Расс Олсобрук      | Вероника МакКарти               | 3 мая 2016      | 5ATM20      | 1,88                |
| Сэм воссоединяется с Дианой (Кэйтлин Фицджеральд), сокурсницей по медицинской школе, к которой у него остались романтические чувства, что ставит Джесс в неудобное положение... |            |                                                         |                    |                                 |                 |             |                     |
| 115 | 21         | «Wedding Eve» «Канун свадьбы»                           | Трент О’Доннелл    | Нина Педрад и Ким Розенсток     | 10 мая 2016     | 5ATM21      | 2,34                |
| Джесс находит кольцо в кармане пиджака Сэма и нервничает, думая, что он хочет сделать ей предложение. За день до свадьбы Шмидта и Сиси, мать Шмидта Луиза (Нора Данн) и её партнёрша Сьюзан (Ким Уэйанс) остаются на ночь в лофте. Уинстон боится, что отпугнул Эли, назвав её «невестой». Тем временем Тренер (Дэймон Уэйанс-мл.) приезжает из Нью-Йорка на свадьбу Шмидта и Сиси. |            |                                                         |                    |                                 |                 |             |                     |
| 116 | 22         | «Landing Gear» «Шасси»                                  | Эрин О’Малли       | Лув Рахе                        | 10 мая 2016     | 5ATM22      | 2,17                |
| В день свадьбы Шмидта и Сиси, Шмидт едет в Портленд, чтобы привезти мать Сиси, Приянку. В конце концов он застревает в самолёте, который так и не взлетел, и пропускает свадьбу. Рейган приезжает на свадьбу, где Ник предлагает ей официально встречаться. Джесс, которая обнаруживает, что Сэм расстался с ней за день до этого, понимает, что всё ещё влюблена в Ника. Пока Шмидт катастрофически опаздывает на свадьбу, Джесс просит Уинстона задержать свадьбу до приезда жениха. |            |                                                         |                    |                                 |                 |             |                     |

### Сезон 6 (2016—2017)
| № общий | № в сезоне | Название                                             | Режиссёр          | Автор сценария                  | Дата премьеры    | Произв. код | Зрители в США (млн) |
| --- | ---------- | ---------------------------------------------------- | ----------------- | ------------------------------- | ---------------- | ----------- | ------------------- |
| 117 | 1          | «House Hunt» «Охота за домом»                        | Зоуи Дешанель     | Лув Рахе                        | 20 сентября 2016 | 6ATM01      | 2,31                |
| Джесс настолько ошеломлена возрождающимися романтическими чувствами к Нику (который возвращается из летней поездки в Новый Орлеан с Рейган), что она находит новые странные хобби и едва ли может говорить в его присутствии. У Шмидта и Сиси возникают трудности в поисках дома из-за некомпетентной младшей сестры Эли, Лесли, в качестве агента по недвижимости. |            |                                                      |                   |                                 |                  |             |                     |
| 118 | 2          | «Hubbedy Bubby» «Мальчик-муж»                        | Стив Уэлч         | Сара Тапскотт                   | 27 сентября 2016 | 6ATM02      | 2,03                |
| Участвуя в кампании Хиллари Клинтон, Джесс и Сиси спорят со Шмидтом, что если они привлекут ещё пять избирателей, он также проголосует за Клинтон. Ник просит Уинстона помочь с трудностями, которые у него возникают при разговоре с Рейган по телефону. |            |                                                      |                   |                                 |                  |             |                     |
| 119 | 3          | «Single and Sufficient» «Одинокая и самодостаточная» | Майкл Шульц       | Ким Розенстоки Джо Венгерт      | 4 октября 2016   | 6ATM03      | 2,03                |
| Шмидт и Сиси едут на гламурный кэмпинг и берут с собой одиноких друзей, в том числе Джесса и Робби. Во время поездки Шмидт и Сиси обнаруживают, что у Джесс и Робби намечаются романтические чувства друг к другу. Эли возвращается домой с тренировки Куантико и навёрстывает упущенное время с Уинстоном. Тем временем Ник обращается за советом по поводу своей новой книги «Хроники Пеппервуда» к Шмидту. |            |                                                      |                   |                                 |                  |             |                     |
| 120 | 4          | «Homecoming» «Возвращение домой»                     | Трент О’Доннелл   | Мэтт Фасфелд и Алекс Катбертсон | 11 октября 2016  | 6ATM04      | 1,95                |
| Ребята отправляются в Нью-Йорк, чтобы сопровождать Шмидта, который получает специальную награду от своей старой школы. Автомобиль Джесс реквизирует детектив Джейк Перальта (Энди Сэмберг), который в конце концов врезается в газетный киоск. Между тем, пытаясь раздобыть деньги, чтобы добраться до старого района Шмидта на Лонг-Айленде, Ник и Уинстон становятся уличными музыкантами на одной из станций метро. Примечание: Этот эпизод является первой частью кроссовера с «Бруклин 9-9». Начало — эпизод «Ночная смена».                                         |            |                                                      |                   |                                 |                  |             |                     |
| 121 | 5          | «Jaipur Aviv» «Джайпур-Авив»                         | Эрин О’Малли      | Беркли Джонсон                  | 18 октября 2016  | 6ATM05      | 1,81                |
| Шмидт и Сиси начинают ремонт в своём новом доме, который назвали «Джайпур-Авив», но они часто не согласны в отношении дизайнерских решений. Джесс, Ник и Уинстон решают, что им следует найти четвёртого соседа по квартире, и Ник предлагает кандидатуру Рейган... |            |                                                      |                   |                                 |                  |             |                     |
| 122 | 6          | «Ready» «Готова»                                     | Трент О’Доннелл   | Ной Гарфинкел                   | 15 ноября 2016   | 6ATM07      | 1,94                |
| Джесс наконец решает, что она готова к новым отношениям, а Шмидт в который раз говорит, что ей следует встречаться с Робби, потому что у них общие интересы. Ник повышает Сиси до менеджера, пока он сам занят написанием романа. Тем временем привлекательные женщины начинают флиртовать с Уинстоном, хотя тот ещё встречается с Эли. |            |                                                      |                   |                                 |                  |             |                     |
| 123 | 7          | «Last Thanksgiving» «Последний День Благодарения»    | Трент О’Доннелл   | Джони Лефковиц                  | 22 ноября 2016   | 6ATM08      | 1,76                |
| Отец Шмидта Гэвин (Питер Галлахер) приезжает в лофт на День Благодарения. Джесс не знает как сказать Робби, что воспринимает его только как друга, так как он ещё не оправился от травм в которых частично виновата сама Джесс. Рейган в последний момент сообщает, что не придёт на праздник, чем расстраивает Ника. |            |                                                      |                   |                                 |                  |             |                     |
| 124 | 8          | «James Wonder» «Джеймс Уандер»                       | Трент О’Доннелл   | Итан Сэндлер и Эдриан Веннер    | 29 ноября 2016   | 6ATM06      | 1,81                |
| В школе Джесс открывается вакансия директора, когда её босс Дженевьев (Люси Панч) увольняется. Чтобы получить эту должность, Джесс вынуждена уговорить Эда Варнера (Дэвид Хорнсби), председателя родительского совета школы. Уинстон заинтересован работой под прикрытием и придумывает себе псевдоним — Джеймс Уандер (комбинация имён Джеймса Бланта и Стиви Уандера). |            |                                                      |                   |                                 |                  |             |                     |
| 125 | 9          | «Es Good» «Двойное свидание»                         | Трент О’Доннелл   | Роб Россел                      | 6 декабря 2016   | 6ATM09      | 1,73                |
| После того, как Джесс говорит Робби, что хочет неспешного развития их отношений, он сообщает ей, что уже встречается с другой женщиной по имени Бабс. Это заставляет Джесс позвать на свидание Ставроса, одного из рабочих, делающих ремонт в доме Сиси и Шмидта. Намечается двойное свидание... |            |                                                      |                   |                                 |                  |             |                     |
| 126 | 10         | «Christmas Eve Eve» «Канун кануна Рождества»         | Трент О’Доннелл   | София Лир                       | 13 декабря 2016  | 6ATM10      | 1,62                |
| Джесс и ребята решают быть Секретным Санта друг для друга, однако никто кроме Джесс не хочет праздновать Рождество в этом году. Сюрприз Джесс для Ника — визит Рейган (Меган Фокс) из Сиэтла, однако она с трудом сохраняет этот секрет. |            |                                                      |                   |                                 |                  |             |                     |
| 127 | 11         | «Raisin's Back» «Рейган возвращается»                | Дана Фокс         | Тони Мари Херон                 | 3 января 2017    | 6ATM11      | 2,48                |
| Рейган на время вновь переезжает в лофт, когда приезжает в город по работе. Ник ведёт себя с ней подчёркнуто сдержанно, а Джесс против воли оказывается втянута в их отношения, когда узнаёт секреты от обоих. Тем временем Сиси и Уинстон говорят Шмидту, что его музыкальный вкус ужасен... |            |                                                      |                   |                                 |                  |             |                     |
| 128 | 12         | «The Cubicle» «Кабинка»                              | Джей Чандрашекхар | Ким Розенстоки                  | 10 января 2017   | 6ATM12      | 2,48                |
| Друзья делают сюрприз Сиси — устанавливают посреди гостиной в лофте кабинку для её новой работы как модельного агента. Первый клиент Сиси снимается в фотосессии в полицейском участке Уинстона, но затем решает стать настоящим полицейским, что создаёт проблему бизнесу Сиси. Тем временем Ник даёт Рейган почитать свой роман после того, как все шокированы тем, что она его ещё не читала. |            |                                                      |                   |                                 |                  |             |                     |
| 129 | 13         | «Cece's Boys» «Мальчики Сиси»                        | Трент О’Доннелл   | Джо Венгерт                     | 17 января 2017   | 6ATM13      | 2,37                |
| Когда клиентов Сиси начинают уводить крупные агентства, Джесс и Рейган отправляются искать новых. Между тем, после того, как Ник и Уинстон прекращают общаться с Тренером, Шмидт боится, что они скоро забудут и его. Это приводит к тому, что троица пытается провести «ритуал», чтобы скрепить их дружбу — приводят день в спа. |            |                                                      |                   |                                 |                  |             |                     |
| 130 | 14         | «The Hike» «Поход»                                   | Джош Гринбаум     | Сара Тапскотт                   | 24 января 2017   | 6ATM14      | 2,35                |
| Джесс и Робби идут в поход, где делают шокирующие открытия друг о друге. Тем временем Эли возвращается в город, а Уинстон устраивает приветственную вечеринку в доме Шмидта и Сиси, где знакомится с родителями Эли. |            |                                                      |                   |                                 |                  |             |                     |
| 131 | 15         | «Glue» «Клей»                                        | Трент О’Доннелл   | Маркита Дж. Робинсон            | 7 февраля 2017   | 6ATM15      | 2,23                |
| Когда издатель забраковывает роман Ника, Рейган удаётся добиться сделки с книжным магазином на продажу его книги «Хроники Пеппервуда». Пока Ник и Джесс печатают книгу, запах клея оказывает на них наркотическое воздействие. Уинстон просит Сиси и Шмидта помочь с предложением руки и сердца Эли. |            |                                                      |                   |                                 |                  |             |                     |
| 132 | 16         | «Operation: Bobcat» «Операция „Рысь“»                | Стив Уэлч         | Ламар Вудс                      | 14 февраля 2017  | 6ATM16      | 2,13                |
| Шмидт покупает новый костюм, чтобы впечатлить босса, и получает повышение. Во время празднования годовщины Сиси и Шмидта всё идёт наперекосяк, и им требуется помощь Ника. Джесс проводит День святого Валентина в одиночестве (и с Гордоном Рамзи), пытаясь убедить всех, что она не грустная; в то же время она помогает Уинстону сделать предложение Эли. |            |                                                      |                   |                                 |                  |             |                     |
| 133 | 17         | «Rumspringa» «Румспринга»                            | Джош Гринбаум     | София Лир и Ной Гарфинкел       | 21 февраля 2017  | 6ATM17      | 2,25                |
| Джесс и Шмидт нервничают из-за повышений на своих работах, особенно Джесс, которую назначают директором, чего она всю жизнь хотела. Ник и Шмидт отвозят Джесс Солванг, штат Калифорния, чтобы расслабиться. Тем временем Сиси, Эли и Уинстон принимают участие в пранке. |            |                                                      |                   |                                 |                  |             |                     |
| 134 | 18         | «Young Adult» «Моладая»                              | Джей Чандрашекхар | Джейсон Догерити                | 28 февраля 2017  | 6ATM18      | 2,09                |
| Джесс хочет быть крутым директором для своих учеников. Всё идёт не очень хорошо, пока ученики не узнают, что Джесс делит квартиру с Ником, чью книжку они обожают. Тем временем Шмидт начинает работать на должности главы отдела маркетинга и нанимает ассистента Джереми, который из кожи вон лезет, чтобы угодить боссу. |            |                                                      |                   |                                 |                  |             |                     |
| 135 | 19         | «Socalyalcon VI» «Литературная конвенция VI»         | Трент О’Доннелл   | Беркли Джонсон                  | 14 марта 2017    | 6ATM20      | 1,79                |
| Джесс помогает Нику подготовиться к литературной конвенции, а Сиси понимает, что Джесс зачастую ведёт себя как его девушка. Шмидт и Сиси окончательно переезжают в свой новый дом, где сталкиваются с грабителями, а Эли открывает свой тёмный секрет из прошлого. |            |                                                      |                   |                                 |                  |             |                     |
| 136 | 20         | «Misery» «Тоска»                                     | Эрин О’Малли      | Лув Рахе                        | 21 марта 2017    | 6ATM21      | 1,98                |
| Всё ещё раздираемая противоречивыми чувствами к Нику, Джесс остаётся в Портленде, чтобы ухаживать за своим отцом Бобом (Роб Райнер). Когда Рейган не сообщает Нику о возможном повышении, он задумывается об эмоциональности их отношений. Эли готовится познакомиться с мамой Уинстона — Шармейн (Анна Мария Хорсфорд), которой Уинстон пока не сообщил о своей работе в полиции. Шмидт и Сиси продолжают приходит в лофт, где им не очень то рады, хотя уже имеют собственный дом.                                                                                      |            |                                                      |                   |                                 |                  |             |                     |
| 137 | 21         | «San Diego» «Сан-Диего»                              | Трент О’Доннелл   | Дэвид Фини и Роб Роселл         | 28 марта 2017    | 6ATM22      | 2,16                |
| Джесс, оставаясь со своим отцом Бобом в Портленде, всё ещё терзается чувствами к Нику. Боб говорит ей, что его девушка Эшли бросила его полгода назад, и Джесс устраивает отцу свидание с Присциллой (Донна Пескоу), владелицей магазина мороженого. Ник наконец решает окончательно порвать с Рейган, и чтобы избежать неприятного разговора, отправляется с ней в Сан-Диего на поезде, планируя сбежать, оставив её в вагоне. Чтобы сделать карьеру в бизнесе, Шмидт решает начать использовать своё имя — Уинстон — что становится причиной ссоры с Уинстоном Бишопом. |            |                                                      |                   |                                 |                  |             |                     |
| 138 | 22         | «Five Stars for Beezus» «Пять звёзд Бизусу»          | Эрин О’Малли      | Элизабет Меривезер              | 4 апреля 2017    | 6ATM19      | 2,00                |
| Ник и Рейган расстаются, и Джесс думает использовать эту возможность, чтобы открыться Нику в своих чувствах. Однако на презентации книги «Хроники Пеппервуда» Джесс слышит намёк на то, что Ник не заинтересован в возобновлении с ней отношений (что на самом деле очень далеко от правды). Тем временем гинеколог Сэйди (Джун Дайан Рафаэль) сообщает Сиси о беременности, что и так уже знали все, кроме самой Сиси. |            |                                                      |                   |                                 |                  |             |                     |

### Сезон 7 (2018)
| № общий | № в сезоне | Название                                                      | Режиссёр          | Автор сценария                                                     | Дата премьеры  | Произв. код | Зрители в США (млн) |
| ------- | ---------- | ------------------------------------------------------------- | ----------------- | ------------------------------------------------------------------ | -------------- | ----------- | ------------------- |
| 139     | 1          | «About Three Years Later» «Около трех лет спустя»             | Эрин О’Малли      | Беркли Джонсон                                                     | 10 апреля 2018 | 7ATM01      | 1,83                |
| 140     | 2          | «Tuesday Meeting» «Заседание во вторник»                      | Джош Гринбаум     | Сара Тапскотт                                                      | 17 апреля 2018 | 7ATM02      | 1,58                |
| 141     | 3          | «Lillypads» «Лилийные подушки»                                | Трент О’Доннелл   | Дж. Дж. Филбин                                                     | 24 апреля 2018 | 7ATM03      | 1,51                |
| 142     | 4          | «Where the Road Goes» «Куда идет дорога»                      | Майкл Шульц       | Ной Гарфинкел                                                      | 1 мая 2018     | 7ATM04      | 1,33                |
| 143     | 5          | «Godparents» «Крестные родители»                              | Ламорн Моррис     | Ламар Вудс                                                         | 8 мая 2018     | 7ATM05      | 1,32                |
| 144     | 6          | «Mario» «Марио»                                               | Джей Чандрашекхар | Джо Венгерт                                                        | 8 мая 2018     | 7ATM06      | 1,32                |
| 145     | 7          | «The Curse of the Pirate Bride» «Проклятие пиратской невесты» | Джош Гринбаум     | Эн Ким                                                             | 15 мая 2018    | 7ATM07      | 1,47                |
| 146     | 8          | «Engram Pattersky» «Энграм паттерски»                         | Эрин О’Малли      | Сюжет : Дэйв Финкел и Бретт Баэр Телесценарий : Элизабет Меривезер | 15 мая 2018    | 7ATM08      | 1,47                |